# 海南东环铁路
海南东环铁路（简称东环铁路）是位于中国海南省的一条高速铁路。该铁路连接海口市及三亚市，沿途经過文昌市、琼海市、万宁市和陵水黎族自治县，于2010年12月30日通车。东环铁路为国家I级双线电气化铁路，总投资202.24亿元人民币，以客运为主并兼顾少量轻快货物运输和海口市内通勤运输，与海南西环高速铁路構成中国首条的环岛高速铁路，也是全球唯一环岛高速铁路。该铁路主要开行动车组列车，而其中站间距较短的海口站至美兰站区间于2019年开始开行海口市郊列车，兼作海口市的城市轨道交通系统。

## 简介

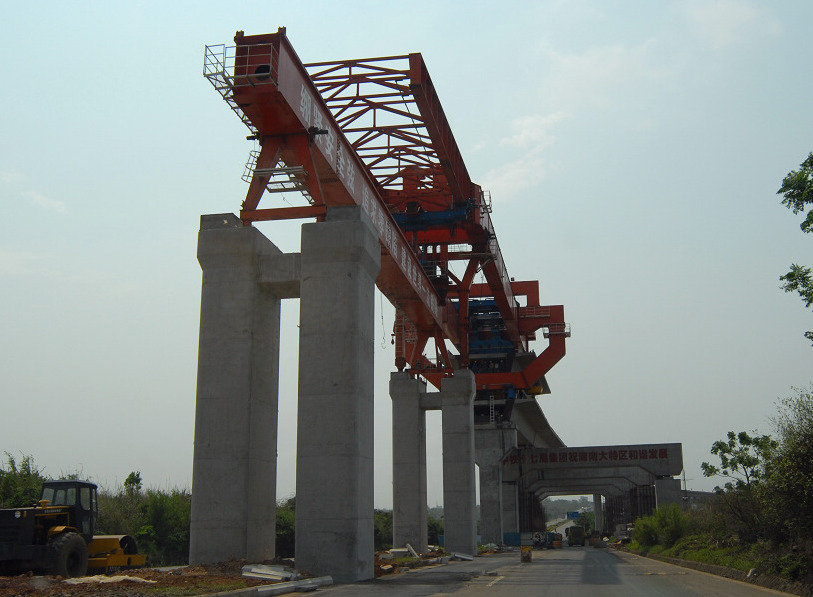
建设中的海南东环铁路（2009年3月）

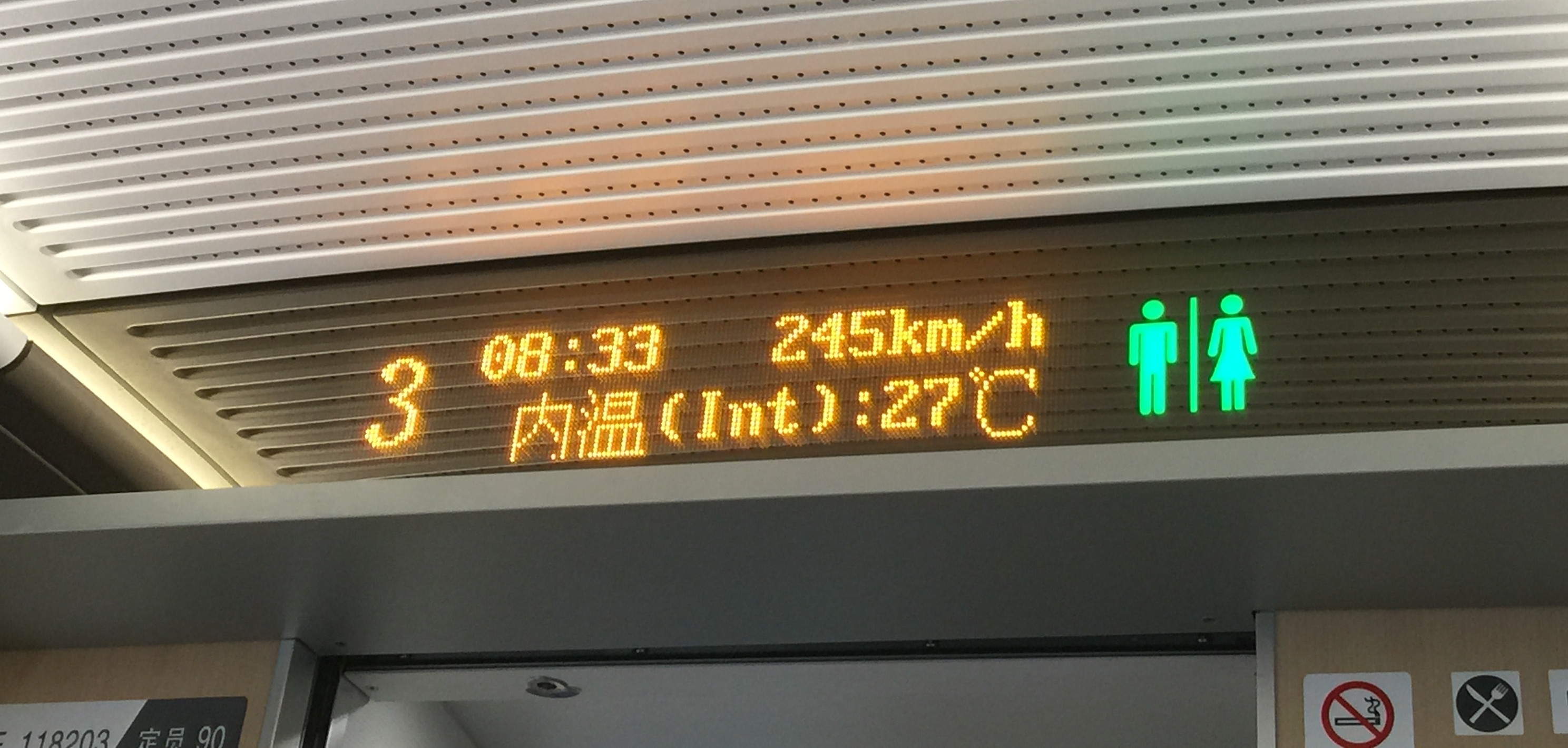
恢复250公里的运行时速的海南东环铁路列车

海南东环铁路自KO+000至K309+629，线路设计速度为250公里/小时，其中海口站至海口东站最高设计速度为120公里/小时。全线目前共有15个车站（其中1个车站暂缓开业），分别为海口、长流、秀英、城西、海口东、美蘭、文昌、琼海、博鳌、和乐、万宁、神州、陵水、亚龙湾、三亚站，其中海口站、海口东站、三亚站为城际列车始发终到站。另设三亚动车运用所，与三亚站衔接。其中三亚、海口站为与海南西环线的接轨车站，长流、秀英、城西、博鳌、和乐、神州、亚龙湾站为未设配线车站。
2007年7月30日，由铁道部、广州铁路集团、海南控股发展公司共同出资的正式成立海南东环铁路有限公司。總投資額192.2億元人民幣，由鐵道部與海南省共同出資。2007年9月29日開工，2010年12月通车。旅客从海口至三亚全程仅需90分钟，較高速公路平均時間縮短一半，绕岛一周亦只需三个多小时。預計近期運量為每年1,800萬人，遠期運量為每年2,500萬人。
2010年10月14日12时16分，由内燃机车头牵引的“和谐号”CRH2-010A综合检测车从粤海铁路南港码头下船，驶向海口火车站，标志着“和谐号”动车组首次登上海南岛。
2010年12月30日，海南东环铁路通车。
本线开通时所使用的列车大多数为CRH1A型和諧號電力動車組。2016年11月18日起，海南东环铁路上行驶的列車陆续更换为CRH1A-A型和諧號電力動車組，现已全部更换。2021年2月初起，复兴号CR300AF型电力动车组开始在海南东环铁路运行。2011年博鳌亚洲论坛年会期间，CRH380A曾经在海南东环铁路运行过。年会结束后，车底转配至北京铁路局，已不再在海南东环铁路运行。
2011年甬台温铁路列车追尾事故发生后，由于铁路部门认为当时高铁是新生事物，安全经验匮乏，因此自2011年8月16日起，海南东环铁路运行时速由250公里降至200公里。2017年1月起，海南东环铁路恢复250公里的运行时速。
2019年6月29日，為海口市郊铁路（即本線海口至美蘭區段）提供的首四列CRH6F-A市域動車組以无火回送方式送達海南島，海南東環鐵路開始使用城際動車組。此次运抵的市域動車組列车运用了海口当地特色元素，包括木棉花、蜂虎鸟、水菜花、三角梅、水蕨菜、椰子树、白鹈鹕，先期运行的列车包括木棉花号、蜂虎鸟号、白鹈鹕号和水菜花号，而水蕨菜号、三角梅号、椰子树号则于2019年9月运抵。2019年7月1日，海口市郊列车开通试运营。
2021年4月初，CR300AF型动车组开始在海南环岛高铁上运行。

## 运营

### 运营安排
海南东环铁路开通之初，共开行动车组10对。截至目前，海南东环铁路共开行动车组列车48对，其中海口/海口东—三亚20对、三亚—三亚环线16对、海口东—海口东环线12对。2019年7月1日市郊列车开通后，初期每日开行13对，其中海口—海口东7对，海口—美兰6对；之后逐渐增加到每天开行21.5对，其中海口—海口东10对，海口—美兰11.5对。2019年8月28日起，该线启用新版列车运行图，所有D字头列车车次全部改为C字头，周一至周四开行列车32.5对，其中环岛高铁东段本线车20对，三亚-三亚环岛车6.5对、海口东-海口东环岛车6对；周五至周日开行列车35对，其中环岛高铁东段本线车21对，三亚-三亚环岛车8对、海口东-海口东环岛车6对。另外，调图后共开行市郊列车40.5对，其中海口-海口东26对，海口-美兰14.5对；周五至周日开行市郊列车49.5对，其中海口-海口东31对，海口-美兰18.5对。

### 車費

#### C字头列车

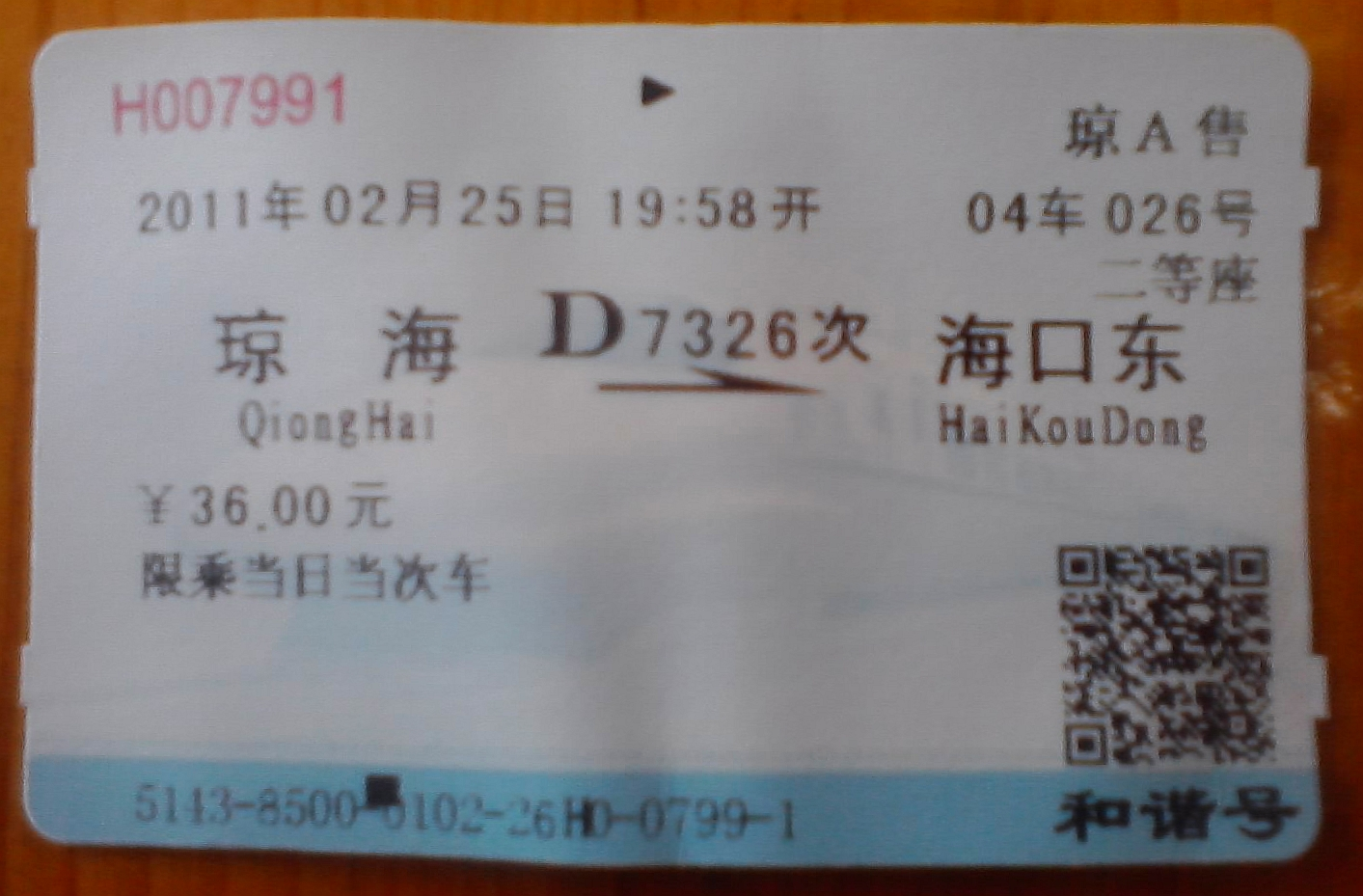
海南东环铁路车票（琼海至海口东）

2013年10月8日起，中铁银通卡持卡人可在海南东环铁路沿线各车站直接刷卡过闸乘车。
2016年12月1日起，12306网站和手機客戶端用户在购买海南东环铁路车票时，可以使用选座功能。
2018年11月22日起，海南东环铁路全线实行电子客票服务试点，实现乘车凭证全面无纸化和多样化，报销凭证逐步电子化。
2019年，海南东环铁路全线实行铁路e卡通进站功能。

## 車站
全線共設18個車站，其中目前正在營業中的車站有11個，規劃中或建設中的車站有6個：
- 海口站
- 海口东站
- 美兰站
- 東寨港站 ♦
- 文昌站
- 馮家灣站 ♦
- 瓊海站
- 博鰲站
- 和乐站
- 山根站 ♦
- 萬寧站
- 神州站
- 日月灣站 ♦
- 陵水站
- 高峰站 ♦
- 海棠灣站 ♦
- 亞龍灣站（原名田独站）
- 三亚站

註：♦為興建中或規劃中車站
| 车站名称     | 所在区域       | 所在区域       | 启用日期       | 连接铁路                                            |
| ------------ | -------------- | -------------- | -------------- | --------------------------------------------------- |
| 海南东环铁路 |                |                |                |                                                     |
| 海口站       | 海口市         | 秀英区         | 2005年         | 海南西环高速铁路 海口市郊铁路 海南西环铁路 粤海铁路 |
| 海口东站     | 海口市         | 琼山区         | 2010年12月30日 | 海口市郊铁路                                        |
| 美兰站       | 海口市         | 美兰区         | 2010年12月30日 | 海口市郊铁路                                        |
| 文昌站       | 文昌市         | 文昌市         | 2010年12月30日 |                                                     |
| 琼海站       | 琼海市         | 琼海市         | 2010年12月30日 |                                                     |
| 博鳌站       | 琼海市         | 琼海市         | 2010年12月30日 |                                                     |
| 和乐站       | 万宁市         | 万宁市         | 2024年10月15日 |                                                     |
| 万宁站       | 万宁市         | 万宁市         | 2010年12月30日 |                                                     |
| 神州站       | 万宁市         | 万宁市         | 2010年12月30日 |                                                     |
| 陵水站       | 陵水黎族自治县 | 陵水黎族自治县 | 2010年12月30日 |                                                     |
| 亚龙湾站     | 三亚市         | 吉阳区         | 2010年12月30日 |                                                     |
| 三亚站       | 三亚市         | 吉阳区         | 1960年         | 海南西环高速铁路 海南西环铁路                       |

## 未来发展
三亚市政府提出拟对三亚站至陵水站区间进行公交化改造，并开工建设规划海棠湾站。目前工程正处于前期研究阶段。